# Nguyễn Cửu Vân
Nguyễn Cửu Vân (chữ Hán: 阮久雲, ? - ?), là danh tướng và là nhà doanh điền đời chúa Nguyễn Phúc Chu (ở ngôi từ 1691 đến 1725) trong lịch sử Việt Nam.

## Tiểu sử sơ lược
Nguyễn Cửu Vân chưa rõ thân thế. Chỉ biết vào tháng 7 năm Ất Dậu (1705), khi nội bộ vương triều Chân Lạp xảy ra việc tranh giành nhau quyền lực, ông được chúa Nguyễn Phúc Chu cử vào Nam.
Theo sử liệu thì thời bấy giờ nước Chân Lạp cứ loạn lạc luôn. Nặc Ông Thâm nghi cho Nặc Ông Yêm có ý làm phản, bèn khởi binh đánh nhau. Nặc Ông Thâm lại nhờ quân Xiêm La sang giúp mình, Nặc Ông Yêm chống không nổi phải chạy sang cầu cứu quan quân chúa Nguyễn đang đóng ở dinh Phiên Trấn (Gia Định). Vì lẽ ấy, cai cơ Nguyễn Cửu Vân được lệnh mang quân vào gấp để đánh Nặc Ông Thâm.
Ở Sầm Khê (Chân Lạp), Nguyễn Cửu Vân đánh đuổi được quân Xiêm La, đem Nặc Ông Yêm trở về thành La Bích (La Vách, Lovek) làm vua như trước. Tuy nhiên, sau đó Nặc Ông Thâm ở Xiêm La cứ thỉnh thoảng đem quân về đánh Nặc Ông Yêm...
Để phòng giữ miền biên cảnh và vùng đất Mỹ Tho, được tạo lập và phồn vinh từ thời Dương Ngạn Địch (một võ tướng nhà Minh chạy sang xin thần phục Đại Việt thời chúa Nguyễn Phúc Tần) đến coi quản, Nguyễn Cửu Vân cho đắp một chiến lũy dài từ quán Thị Cai đến Bến Tranh (chợ Lương Phú). Bên ngoài lũy, ông còn cho đào một con mương hào sâu rộng nối liền rạch Vũng Gù (Tân An) và rạch Mỹ Tho, mà sau này (năm 1819 đời Gia Long) người ta đào sâu thêm thành đường kênh, đó chính là kênh Bảo Định (nay gọi là sông Bảo Định), một con kênh đào đầu tiên ở Nam Bộ.
Năm 1711, ông được thăng Trấn Biên doanh phó tướng. Rồi cùng với Trần Thượng Xuyên (cũng là võ tướng nhà Minh chạy sang một lượt với Dương Ngạn Địch) ông lo việc an dân nơi vùng đất mới.
Lập được nhiều công lao, Nguyễn Cửu Vân được phong Chính thống Vân Trường hầu, và mất năm nào không rõ.
Về việc mở mang bờ cõi, bình định Chân Lạp cùng việc vỗ yên dân chúng, Quốc sử quán triều Nguyễn đã ca ngợi Nguyễn Cửu Vân như sau: Về việc mở mang bờ cõi Nam, công (Nguyễn Cửu) Vân rất nhiều, ông tuyên thị đức ý triều đình, người Chân Lạp mến phục.
Hai con trai ông là Nguyễn Cửu Chiêm, Nguyễn Cửu Đàm cũng đều là người có công lớn, nhất là trong việc khai khẩn đất đai ở vùng đồng bằng sông Cửu Long ngày nay.
Tên Nguyễn Cửu Vân hiện được dùng để đặt tên cho một con đường ở quận Bình Thạnh, Thành phố Hồ Chí Minh.

## Sách tham khảo
- Trần Trọng Kim, Việt Nam sử lược. Nhà xuất bản Tân Việt, Sài Gòn, 1968.
- Phạm Văn Sơn, Việt sử tân biên (quyển 3). Tác giả tự xuất bản, Sài Gòn, 1959.
- Huỳnh Minh, Định Tường xưa. Nhà xuất bản Thanh Niên in lại năm 2001.